# Олійник Микола Якович
Мико́ла Я́кович Олі́йник (9 березня 1923, село Бишів — 8 січня 1997, Київ, Україна) — український письменник.

## Біографія
Народився 9 березня 1923 року в селі Бишеві (нині Фастівського району Київської області) у селянській родині. Його батько, Яків Олексійович, ледве вмів читати, мати, Харитина Василівна, зовсім не знала грамоти.
9 березня 1939 року в бишівській районній газеті «За більшовицькі колгоспи» з'явився перший вірш Миколи Олійника «Тарасу Шевченку».
Після закінчення Бишівської середньої школи 1940 року вступив на філологічний факультет Київського педагогічного інституту ім. М. Горького.
Коли почалася німецько-радянська війна, майбутній письменник закінчував перший курс мовно-літературного факультету Київського педагогічного Інституту. У липні 1941 року був заарештований в результаті сфабрикованої справи за антирадянську агітацію. Понад рік провів у спецтаборі НКВС в Актюбинську (Актюбінлаг). З вересня 1942 року був направлений до штрафної роти на фронт, в тяжких боях з нацистами на Північно-Західному напрямі був двічі поранений. Брав участь у визволенні Пушкінських гір. Нагороджений двома орденами орденами Слави III-го ступеня і Червоної Зірки, медалями.

М. Олійник у Бишеві, 1995 рік

Повернувшись після демобілізації в 1948 році на рідну Бишівщину, Микола Олійник працює в редакції районної газети, продовжує заочно навчатися в інституті. А згодом їде на Волинь, працює в редакції газети «Радянська Волинь», пише оповідання, нариси, збирає народну творчість, керує обласним літературним об'єднанням.
М. Я. Олійник працював також у редакції газети «Молодь України». Тривалий час завідував відділом прози у провідному журналі Спілки письменників «Вітчизна».
Член КПРС.

Могила Миколи Олійника

В останні роки життя багато часу проводив на батьківщині дружини — у місті Зінькові на Полтавщині. Помер 8 січня 1997 року на 74-му році життя. Похований на Байковому кладовищі в Києві (ділянка № 49а, 50°24′59.2″ пн. ш. 30°30′5.4″ сх. д. / 50.416444° пн. ш. 30.501500° сх. д.).

## Творчість

Дарчий напис від дружини письменника на згадку про Миколу Олійника

Після виходу в світ у 1955 році книжки прози «Волинські оповідання» він береться за відтворення образу Лесі Українки, поезія якої захопила його ще в дитинстві. Через два роки з'являється перша частина повісті «Леся», де змальовано дитинство геніальної поетеси, а згодом — друга, в якій розповідається про її молоді роки та формування світогляду, про стосунки з Сергієм Мержинським. Громадськість і літературна критика зустріли першу в українській радянській прозі про Лесю Українку книгу прихильно — і це заохотило автора до подальшої роботи над зображенням творчого шляху поетеси. 1962 року побачила світ повість «Одержима». Через три роки повісті перевидано під промовистою назвою «Дочка Прометея».
1971 року з'являється друком перша книга трилогії про відомого письменника Сергія Михайловича Степняка-Кравчинського — роман «Туди, де бій», через рік друга — «Жага», потім — «Чужина». У 1975 році трилогія виходить у світ під спільною назвою «Пролог».
Творчою удачею Миколи Олійника є також трилогія «Жилюки», перша книга якої «Велика Глуша» була опублікована 1965 року, друга «Кров за кров» — 1968 року, третя «Судний день» — 1982 року.
1977 року Микола Олійник виступив з романом «Зерна».
1980 року з'являється на книжкових полицях повість для юнацтва «Світанкові роси», а впродовж 80-90-х років — романи та повісті «Від світу цього», «Біль» (Житіє Костянтина Ушинського), «Хрест», книжки есе «Незрима нить», «На полі брані», «Вибрані твори» у 2-х томах.

Рушник власної роботи, подарований дружиною Олійника Зіньківській ЦРБ

Творчий доробок Миколи Олійника не вичерпується цими повістями та романами. Він написав також п'єси «Оновлення» (1957), «Одержима» (1976), опублікував збірки повістей і новел: «Чуєш, брате мій» (1959), «За життя» (1962), «Снігоцвіт» (1964), «За красою» (1967), «Терпкий запах живиці» (1980).
Він пише есе та літературознавчі статті про Григорія Сковороду, Олександра Пушкіна, Юліуша Словацького, Марка Черемшину, Бориса Грінченка, Г. М. Хоткевича, Григорія Мачтета, Василя Яна, Андрія Головка, Л. М. Леонова, І. П. Шамякіна, В. С. Земляка, Д. І. Бедзика, Жана Гріву.
За роки творчої праці письменник опублікував кілька десятків оригінальних творів, багато нарисів, статей, рецензій, а також перекладів з літератур народів СРСР. Окремі його твори побачили світ російською, білоруською, латиською, грузинською, болгарською, польською, чеською і словацькою мовами.
В 2000 році вдовою письменника рукописні та інші матеріали Миколи Олійника було передано на зберігання до Центрального державного архіву-музею літератури і мистецтв України. В 2003 році вони були взяті на науково-технічну обробку, в результаті якої створено опис № 3 на 262 одиниці зберігання за 1937—1997 роки. Архів Олійника складається з творчих, біографічних і образотворчих матеріалів, листів і т. ін.

## Вшанування пам'яті

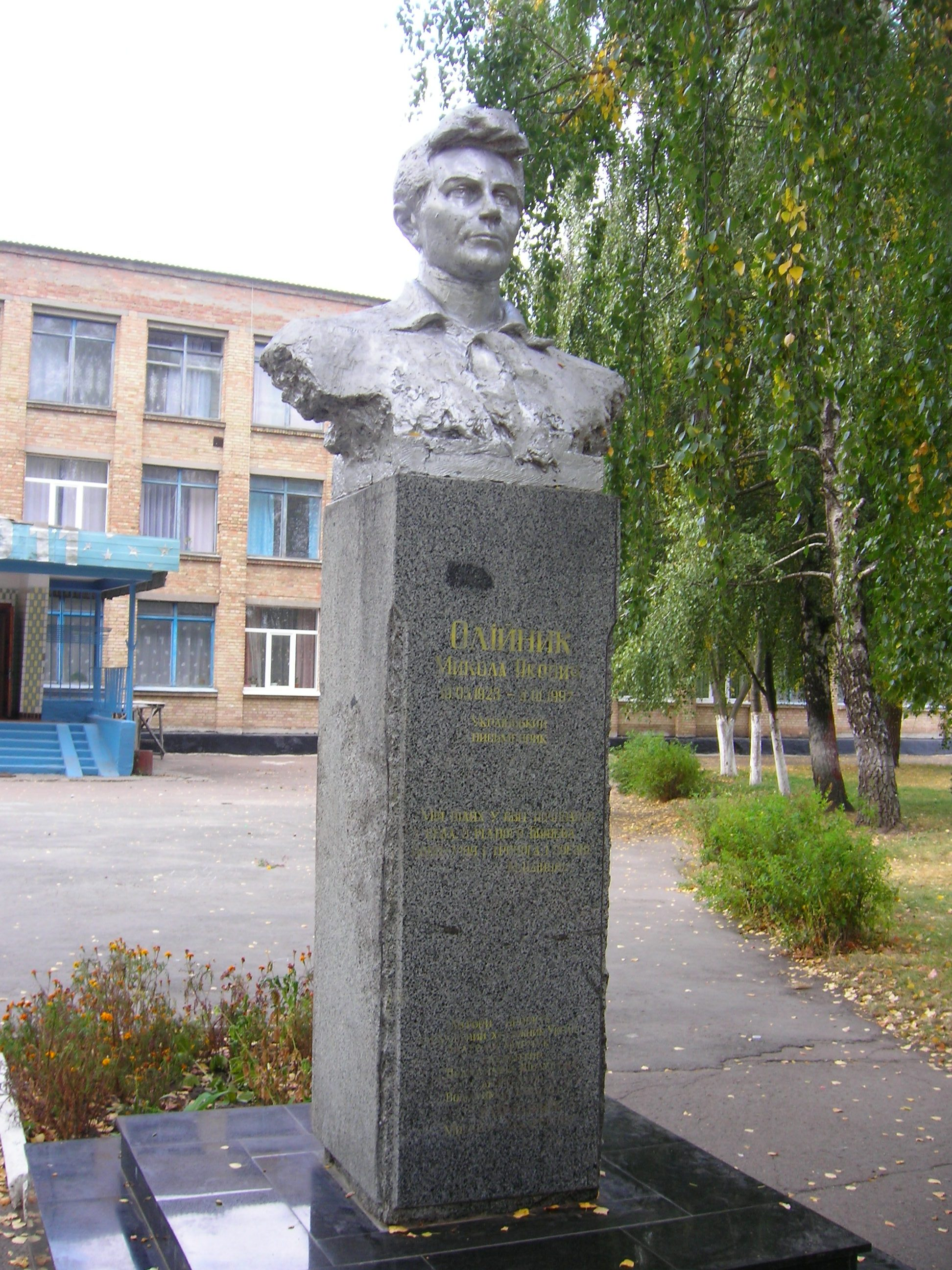
Пам'ятник Миколі Олійнику в Бишеві

В серії «Бібліотека українця» Київського національного університету ім. Тараса Шевченка побачила світ книжка «Микола Олійник». Ця книжка — літературний портрет письменника, до неї увійшло чимало раніше не опублікованих творів.
8 травня 2007 року в Бишеві біля школи відкрито пам'ятник письменнику-земляку М. Олійнику. Також у Бишеві є вулиця Миколи Олійника.
В журналі «Перець» № 4 за 1983 рік розміщено дружній шарж А. Арутюнянца, присвячений 60-річчю митця.

## Нагороди
- орден Вітчизняної війни І ступеня
- орден Червоної Зірки
- орден «Знак Пошани»
- орден Слави III ступеня
- медалі

Член Спілки письменників СРСР з 1958 року.
1991 року став лауреатом Премії імені Лесі Українки за роман «Дочка Прометея».